# Société entomologique italienne
La Société entomologique italienne, (italien : Società Entomologica Italiana) a été fondée à Florence le 31 octobre 1869 auprès du Musée royal d'histoire naturelle, aujourd’hui connu sous le nom de Musée d'histoire naturelle de l'université.
Son premier président est Adolfo Targioni Tozzetti (1823-1902). La Société entomologique italienne a compté parmi ses rangs les plus grands noms de l’entomologie italienne comme Giovanni Battista Grassi (1854-1925), Antonio Berlese (1863-1927), Filippo Silvestri (1873-1949) et Guido Grandi (1886-1970).
En 1922, le siège de la Société est transféré au Museo civico di storia naturale G. Doria de Gênes. Elle fait paraître, à partir de 1869, un bulletin trois fois par an, Bollettino della Società Entomologica Italiana, et, à partir de 1922, un mémoire annuel, Memorie della Società Entomologica Italiana. La bibliothèque, située à Gênes, est riche de plus de 1 000 monographies et de 7 000 autres publications.